# گزاوند
گزاوند روستایی از توابع بخش مرکزی شهرستان تفرش در استان مرکزی ایران است. گزاوند از شمال به روستای کهلو علیا و بخش نوبران می رسد؛ از شرق به روستاهای دیزک، بگلیک و سمردشت منتهی می شود؛ از جنوب هم با روستاهای احمد آباد و طیرزآباد راه ارتباطی دارد. گزاوند در پای کوه بنا شده‌است. در این روستا به دلیل برخورداری نسبی از امکانات عمرانی (مانند لوله‌کشی آب و گاز و همچنین خطوطِ برق و مخابرات) طی سال‌های اخیر مهاجرت به شهر کمتر شده‌است.

## جاذبه های طبیعی
روستای گزاوند دارای جاذبه‌هایی طبیعی است. آبشار شُرشُر یکی از دیدنی‌های طبیعی گزاوند است. این آبشار در سمت شرقی و در فاصله دو کیلومتری از روستا قرار دارد. در ورودیِ روستا نیز یک آبگیرِ طبیعی وجود دارد که در بینِ اهالی به " سدّ " موسوم است، بیشترین عمقِ این سدّ یک و نیم متر می باشد و آبزیانی مانند ماهی قرمز، لاک پشت و قورباغه در آن زیست دارند. در اطرافِ این روستا چندین آبگیر کوچک و بزرگ وجود دارد که برای سیراب نمودن دام ها استفاده می شود. در سمت جنوبِ شرقی این روستا و مابینِ گزاوند و روستای احمدآباد، غار امجک قرار دارد. در داخلِ این غار حوضچه ای هست که آبِ آن از چشمه ی کوهِ سلطان امجک تامین می شود. دوری از دسترس مسافران و ناشناختگیِ مسیرِ این غار باعث شده که این اثر طبیعی، بِکر و دست نخورده باقی بماند.

## کشاورزی و باغداری
باغستانِ گزاوند که اهالی آن را "دشت" می خوانند در جوارِ روستا قرار گرفته است و درختانِ انگور، گردو، بادام، سیب، زردآلو و ... در آن پرورش داده می شود. در اطرافِ باغات هم سبزیجات، پیاز، سیب زمینی، نخود، لوبیا و ... می کارند؛ اما در زمین های دور از روستا، معمولاً گندم و جو کشت می کنند.

## مشاغل
کشاورزی و دامداری، شغل رایج اهالی گزاوند است. محصولات کشاورزیِ این روستا بیشتر گندم، جو، نخود و عدس دیمی است. بیشتر زنان روستا در کنار رسیدگی به امور خانه، قالی هم می بافند. پرورش طیور هم درسال های اخیر رو به افزایش بوده است.

## آموزش
تعدادِ دانش آموزانِ این روستا نسبت به روستاهای اطرافش بیشتر است. در هر سالِ تحصیلی دو معلم در مدرسه ی ولیعصر گزاوند به دانش آموزانِ پیش دبستانی و پایه های اول تا ششم درس می دهند. انتظار می رود با افزایشِ تعدادِ دانش آموزان در سالهای پیشِ رو، مقطعِ متوسطه نیز در آنجا دایر شود.

## پوشش گیاهی و مراتع
زمین ها و کوهپایه های اطرافِ این روستا، محلِ رشدِ گیاهانِ خوراکی و دارویی از قبیلِ آویشن، بالامبو، ریواس، پاغازه(غازیاغی)، شنگ (یِملیک)، کَلمَکَشیر، کنگر و ... است. 
با توجه به جمعیتِ کم و وسعتِ مراتع اطراف روستا، زمینه خوبی برای دامپروری وجود دارد. دامداران معمولاً در سردترین روزهای زمستان هم گوسفندان را به چراگاه می برند. آبگیرهای طبیعی و درّه ها و کوه های دارای پوشش گیاهیِ مناسب در اطراف روستا وجود دارد. از میانِ برخی از کوه ها چشمه های کوچکی می جوشد که برای سیراب کردن دام ها کافی است.

## جمعیت
این روستا در دهستان رودبار قرار دارد و براساس سرشماری مرکز آمار ایران در سال ۱۳۹۵، جمعیت آن ۱۶۸ نفر (۵۱خانوار) بوده‌است.